# Saint-Haon-le-Vieux
Saint-Haon-le-Vieux és un municipi francès situat al departament del Loira i a la regió d'Alvèrnia-Roine-Alps. L'any 2007 tenia 875 habitants.

## Demografia

### Població
El 2007 la població de fet de Saint-Haon-le-Vieux era de 875 persones. Hi havia 343 famílies de les quals 77 eren unipersonals (50 homes vivint sols i 27 dones vivint soles), 112 parelles sense fills, 135 parelles amb fills i 19 famílies monoparentals amb fills.
La població ha evolucionat segons el següent gràfic:
Habitants censats

### Habitatges
El 2007 hi havia 422 habitatges, 345 eren l'habitatge principal de la família, 52 eren segones residències i 24 estaven desocupats. 413 eren cases i 8 eren apartaments. Dels 345 habitatges principals, 284 estaven ocupats pels seus propietaris, 49 estaven llogats i ocupats pels llogaters i 13 estaven cedits a títol gratuït; 1 tenia una cambra, 6 en tenien dues, 31 en tenien tres, 98 en tenien quatre i 210 en tenien cinc o més. 295 habitatges disposaven pel capbaix d'una plaça de pàrquing. A 126 habitatges hi havia un automòbil i a 194 n'hi havia dos o més.

### Piràmide de població
La piràmide de població per edats i sexe el 2009 era:
| Homes | Edats   | Dones |
| ----- | ------- | ----- |
| 0     | 95 o +  | 0     |
| 0     | 90 a 94 | 4     |
| 0     | 85 a 89 | 8     |
| 4     | 80 a 84 | 8     |
| 20    | 75 a 79 | 20    |
| 12    | 70 a 74 | 24    |
| 20    | 65 a 69 | 24    |
| 12    | 60 a 64 | 20    |
| 16    | 55 a 59 | 4     |
| 28    | 50 a 54 | 24    |
| 40    | 45 a 49 | 48    |
| 44    | 40 a 44 | 40    |
| 44    | 35 a 39 | 32    |
| 24    | 30 a 34 | 28    |
| 8     | 25 a 29 | 8     |
| 20    | 20 a 24 | 16    |
| 16    | 15 a 19 | 28    |
| 36    | 10 a 14 | 44    |
| 36    | 5 a 9   | 20    |
| 28    | 0 a 4   | 20    |

## Economia
El 2007 la població en edat de treballar era de 568 persones, 405 eren actives i 163 eren inactives. De les 405 persones actives 377 estaven ocupades (193 homes i 184 dones) i 29 estaven aturades (16 homes i 13 dones). De les 163 persones inactives 67 estaven jubilades, 54 estaven estudiant i 42 estaven classificades com a «altres inactius».

### Ingressos
El 2009 a Saint-Haon-le-Vieux hi havia 351 unitats fiscals que integraven 943,5 persones, la mediana anual d'ingressos fiscals per persona era de 17.680 €.

### Activitats econòmiques
Dels 35 establiments que hi havia el 2007, 1 era d'una empresa extractiva, 1 d'una empresa alimentària, 1 d'una empresa de fabricació de material elèctric, 2 d'empreses de fabricació d'altres productes industrials, 10 d'empreses de construcció, 2 d'empreses de comerç i reparació d'automòbils, 2 d'empreses de transport, 5 d'empreses d'hostatgeria i restauració, 1 d'una empresa d'informació i comunicació, 1 d'una empresa financera, 4 d'empreses immobiliàries, 4 d'empreses de serveis i 1 d'una empresa classificada com a «altres activitats de serveis».
Dels 10 establiments de servei als particulars que hi havia el 2009, 3 eren paletes, 1 guixaire pintor, 2 fusteries, 1 electricista, 1 empresa de construcció i 2 restaurants.
L'únic establiment comercial que hi havia el 2009 era una llibreria.
L'any 2000 a Saint-Haon-le-Vieux hi havia 26 explotacions agrícoles que ocupaven un total de 705 hectàrees.

## Equipaments sanitaris i escolars
El 2009 hi havia una escola elemental.

## Poblacions més properes
El següent diagrama mostra les poblacions més properes.